# Felluns
Felluns település Franciaországban, Pyrénées-Orientales megyében. Lakosainak száma 60 fő (2022. január 1.). Felluns Saint-Martin-de-Fenouillet, Ansignan, Pézilla-de-Conflent, Prats-de-Sournia, Le Vivier és Trilla községekkel határos.

## Földrajz

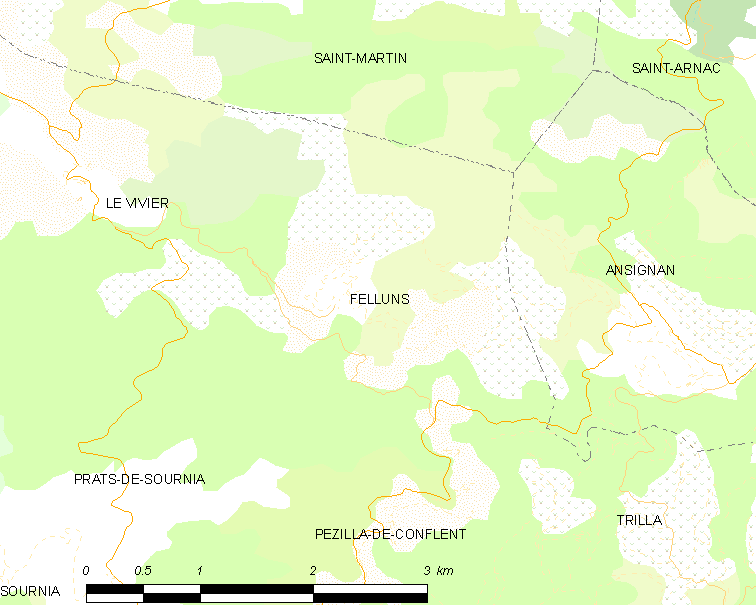
Felluns és környéke

## Népesség
A település népességének változása:
| Lakosok száma | 59   | 68   | 70   | 70   | 68   | 65   | 63   | 61   | 60   |
|               | 2013 | 2015 | 2016 | 2017 | 2018 | 2019 | 2020 | 2021 | 2022 |